# Конкістадор (роман)
«Конкістадор» (англ. Conquistador) — роман в жанрі альтернативної історії 2003 рокуС. М. Стірлінга. Його точка розбіжності виникає, коли імперія Александра Великого існує ще довго після смерті Александра, створюючи помітно іншу історію, яка перешкоджає європейцям завоювати Америку. Більшість сюжету розгортається в паралельному всесвіті, на який впливає ця історія.

## Сюжет
Джон Рольф VI — капітан піхоти, який повернувся з Другої світової війни з бойовим пораненням і мало перспектив, але в 1946 році радіостанція, яку він переналаштував, вийшла з ладу та створила ворота в паралельний всесвіт. У цьому всесвіті Александр Македонський прожив повне життя, створивши імперію, яка простягалася від Іберії до Індійського субконтиненту. У цьому світі Македонська імперія виявилася настільки сильною та довговічною, що спрямувала варварську міграцію готів, вандалів та інших на схід до Китаю та решти Далекого Сходу. У результаті те, що залишилося від Китаю, є сумішшю індоєвропейських держав, для Старого СвітуАмерика залишається невідкритою, а технології ледь просунулися до середньовічного рівня. Вирішивши скористатися перевагами невикористаних ресурсів, які чекають у цій іншій Каліфорнії, Рольф збирає членів своєї піхотної роти, щоб допомогти йому досліджувати та розвивати цей новий світ. Протягом наступних 60 років він будує нову державу, яку він називає Співдружністю Нової Вірджинії.
2009 року двоє каліфорнійських інспекторів з охорони риби та дичини, Том Крістіансен і Рой Таллі, намагаються розгадати таємницю, звідки з'являється така велика кількість шкурок зникаючих видів тварин. Нарешті їм вдається розгадати таємницю воріт до паралельного світу, але перш ніж вони встигають розповісти про це начальству, їх викрадає і назавжди перевозить до Нової Вірджинії онука Рольфів, агент з охорони воріт Адрієнн Рольф (в яку був закоханий Крістіансен).
Після того, як двоє рейнджерів подолали свою образу через те, що їх насильно й назавжди вилучили з їхнього життя та світу та привезли в цей новий світ, Едрієнн залучає їх допомогти саботувати майбутній переворот у Новій Вірджинії. Джованні Коллетта, голова другої за впливом сім'ї та син недолугого й аморального бойового друга Рольфа, обурився контролем старшого Рольфа, і він разом із деякими союзниками планує захопити владу силою та насильством, маючи намір нав'язати авторитарний режим. Рейнджери вирішують, що Рольф і його союзники є меншим із двох зол, і вирішують допомогти Адрієнн у її зусиллях запобігти перевороту. Група дізнається, що Коллетта озброює індіанців пост-ацтеків і пост-майя, щоб створити пару батальйонів солдатів (щось дуже незаконне згідно із законодавством Співдружності) у спробі захопити Ворота, тримаючи Співдружність у заручниках.
Коллетта завдає належного удару, даючи іншим сім'ям підстави протистояти йому військовими. Повстання придушено, але дорогою ціною: радіопристрій і Шлюз знищено, а разом з ним і зв'язок із нашим світом. Той маленький талант Співдружності у фізиці гарячково працює, щоб відновити Браму. Вони досягли успіху, але, дивлячись крізь нові ворота, вони бачать не FirstSide (сленг Нової Вірджинії для рідної Землі Рольфа) Окленд, а натомість гарчащого шаблезубого кота та мертвого гігантського лінивця.

## Співдружність Нової Вірджинії

### Історія
Намагаючись полагодити радіо у своєму підвалі, Рольф випадково створив ворота до альтернативної Каліфорнії, в якій європейці ще не відкрили Америку. Після того, як він сам подивився на новий світ по той бік воріт, Рольф взяв із собою десяток довірених членів свого взводу воєнного часу, щоб ті переконалися в цьому на власні очі. Пізніше, під час таборування в іншій Каліфорнії після полювання і пошуків золота, група домовилася тримати «Браму» в таємниці. Вони вірили (і небезпідставно), що зможуть скористатися багатством, яке вона їм пропонувала, і визнали Рольфа лідером цього починання.
Використовуючи зв'язки одного зі своїх людей із мафією, щоб приховати, звідки вони брали золото, Рольф та його союзники отримали початковий капітал, необхідний для створення власної країни. Щоб захистити таємницю Воріт, вони скупили житловий район в Окленді навколо Воріт, перетворивши його на промисловий комплекс. Імміграція до «Нової Вірджинії», як вони її називали, почалася з близьких членів родини та друзів залучених чоловіків, але згодом вона охопила поселенців із різних етнічних груп, які шукали місця, щоб сховатися: нацисти-втікачі, пид-нуари, африканери, родезійці, і колишні російські комуністи.
На сьогоднішній день у романі Співдружність Нової Вірджинії поширилася на нову Каліфорнію, маючи форпости аж до Аляски та Колорадо та колонії на Гаваях та в Австралії. Перші засновники країни побудували уряд так, щоб їхні сім'ї залишалися при владі ще довго після смерті цих перших засновників, а також вони адаптували закони до справ і захоплень, до яких вони були прихильними. Одним із прикладів була любов Рольфа до полювання, яка спонукала його співпрацювати із зоопарком Сан-Дієго, щоб імпортувати великих африканських тварин, яких він потім перевіз через Ворота та випустив у дикі місця своєї нової Північної Америки.
Сільське господарство та видобуток корисних копалин були основними стовпами економіки Співдружності, причому останній був особливо прибутковим, оскільки Співдружність вже знала точне місцезнаходження золотих та інших копалень завдяки історії FirstSide.

### Політика
Один із персонажів описує Співдружність Нової Вірджинії як «феодальну олігархію». Це надзвичайно консервативна держава, чия політика часто суперечить політиці головних героїв історії. Владу тримають тридцять сімей (яких насправді налічується 32), які приймають усі рішення щодо Співдружності, хоча існує певна обмежена демократія у формі дому міщан. Сім'я Рольф вважається лідером сімей і, таким чином, має певний вплив на інших. Усі сім'ї очолюються «Праймсом», або головою сім'ї, якого змінює старший дорослий чоловік. Усі члени Тридцяти Родин, які не є Головними або Спадкоємцями, відомі як «Супутники». Ті, хто не є членами Сімей, відомі як «Поселенці». Більшість поселенців заявляють про лояльність до певної родини, але деякі є незалежними.
Хоча в Співдружності є кілька міст, Рольф та інші прем'єри навмисно залишили їх невеликими. Це було зроблено, щоб захистити навколишнє середовище від забруднення та інших негараздів. Найбільше місто, Рольфстон, яке розташоване там, де зараз знаходиться Берклі, має населення лише 28 000 осіб. Праці Південного аграрного руху, як, наприклад, есе 1930 року «Я займу свою позицію», є дороговказом для розвитку Співдружності.
Демографічне населення Співдружності переважно біле з релігіями, починаючи від протестантських, католицьких і православних конфесій християнства до юдаїзму. Рольф, що мислить антифеодально, заборонив чорношкірим в'їзд до Співдружності, але деякі з них прийшли мимоволі після того, як дізналися про таємницю Воріт.
Тільки члени Тридцяти Родин, і то не всі, можуть подорожувати між світами. Всі інші повинні залишитися в Новій Вірджинії на все життя. Рух через Браму відстежує і контролює Сили Безпеки Брами (СББ). Таємниця настільки важлива, що GSF має право стратити без суду і слідства навіть членів Тридцяти Родин на Першій Стороні, якщо вони зроблять щось, що може видати таємницю.
Як і в нашій історії, більшість корінних американців зазнали величезних втрат через хворобу, випадково занесену через Ворота. Співдружність привозить на південь працівників з людей, які розмовляють науатль, але їм дозволяється залишатися лише тимчасово. Якщо вони колись захочуть постійно проживати в Співдружності, вони можуть це зробити, але їх стерилізують, щоб у них не було наступного покоління. Без другого покоління науатль ніколи не дізнається, як працює Співдружність, і не зрозуміє, як думають жителі Нової Вірджинії, і тому ніколи не стане політичним фактором.